# Lordlings of Yore
Lordlings of Yore est un jeu vidéo de stratégie au tour par tour créé par Jon Baxley et Trey Johnson et publié par Softlore Corporation en 1984 sur Apple II. Le jeu prend place dans un univers médiéval-fantastique dans lequel quatre seigneurs se disputent le contrôle d’un royaume. Il se déroule sur une carte constituée de cases carrées et divisée en quatre comtés. Chaque seigneur contrôle au départ un comté qui dispose d’un château, dans lequel résident le seigneur et son nécromancien, et est peuplé de 5 000 paysans qui rapportent de l’argent au seigneur qui les contrôle. Le jeu se déroule au tour par tour. Chaque tour est divisé en plusieurs phases qui permettent au joueur de lancer des sorts, de recruter des troupes, de les déployer et de les déplacer sur la carte ou de nouer des alliances avec les autres seigneurs.

## Système de jeu
Lordlings of Yore est un jeu de stratégie au tour par tour qui se déroule dans un univers médiéval-fantastique dans lequel quatre seigneurs se disputent le contrôle d’un royaume. Chaque seigneur peut être joué par un joueur ou par l’ordinateur. Le jeu se déroule sur une carte du royaume qui est générée aléatoirement par le programme en fonction de paramètres, comme la densité de forêts ou de montagnes, qui sont définis par le joueur au début de la partie. La carte est constituée de 14x14 cases carrées et est divisés en quatre comtés constitués de 7x7 cases. Chaque seigneur contrôle au départ un comté et ne peut pas voir ce qui se passe dans les autres comtés, qui sont recouverts par un brouillard de guerre, jusqu’à ce qu’il les explore avec ses troupes. Chaque comté dispose au départ d’un château, dans lequel résident le seigneur et son nécromancien, et est initialement peuplé par 5 000 paysans qui rapportent de l’argent au seigneur qui les contrôle. Suivant le niveau choisit par le joueur en début de partie, chaque seigneur se voit de plus attribuer entre 5000 et 20000 pièces d’or et entre 100 et 200 soldats.
Le jeu se déroule au tour par tour. Chaque tour est divisé en six phases qui permettent au joueur de réaliser différentes sortes d’action. Dans la première phase, le joueur peut faire appel aux pouvoirs de son nécromancien pour par exemple invoquer un brouillard, une tempête ou un dragon. Dans la deuxième, il peut utiliser son argent pour acheter des sorts et recruter des soldats et des chevaliers pour son armée. Il peut également distribuer de l’argent à ses paysans afin de limiter leur mécontentent et ainsi éviter qu’ils ne se révoltent. Les phases trois et quatre lui permettent de déployer et de déplacer ses troupes sur la cartes du royaume. En occupant les territoires des comtés ennemis avec ses troupes, le joueur gagne le contrôle des paysans qui les occupent et augmente ainsi ses revenus,. Dans la cinquième phase, le programme détermine les résultats des combats provoqué par les déplacements des troupes. Enfin, la sixième phase permet au joueur d’échanger des messages avec les autres seigneurs pour par exemple nouer des alliances. A chaque tour, le comté du joueur peut par ailleurs être frappé par des évènements indésirables comme une révolte des paysans, une épidémie ou la fuite du trésorier avec les économies du seigneur.

## Développement et publication
Lordlings of Yore est développé par Jon Baxley et Trey Johnson et publié par Softlore Corporation en 1984 sur Apple II.

## Accueil
| Lordlings of Yore |      |       |
| Média             | Nat. | Notes |
| Jeux et Stratégie | FR   | 5/5   |
| Tilt              | FR   | 3/6   |

À sa sortie, Lordlings of Yore est plutôt bien accueilli par la presse spécialisée. Le journaliste du magazine Computer Gaming World le décrit ainsi comme un jeu « très amusant » qui propose suffisamment d’alternatives et d’action pour rester intéressant après de nombreuses parties. Il souligne également ses « excellents » graphismes et son originalités et déplore uniquement la lenteur du programme qui prend parfois trop de temps pour jouer son tour. Le journaliste James Delson du magazine Family Computing souligne de son côté ses nombreuses options, qui le rendent très « flexible », et juge qu’il devrait satisfaire les amateurs de stratégie. Après sa sortie en France, le journaliste Laurent Schwartz du magazine Tilt le décrit comme un jeu « simple », « attrayant » et « nécessitant pas mal de stratégie » mais qui se révèle un peu décevant en fin de partie. Enfin, le journaliste du magazine Jeux et Stratégie est plus enthousiaste et juge qu'il s'agit d'un « must » pour les amateurs de jeux de stratégie fantastique.